# Талула Банкхед
Талула Брокман Банкхед (енгл. Tallulah Bankhead; Хантсвил, 31. јануар 1902 — Њујорк, 12. децембар 1968) била је америчка позоришна, телевизијска и филмска глумица. Била је препознатљива по промуклом гласу, изазовном понашању и оштроумном хумору. Стекла је признање као позоришна глумица у Лондону и Њујорку, глумећи у популарним комедијама и мелодрамама двадесетог века. Временом је постала оличење ватрене и театралне глумице, а препознатљив глас и маниризам у понашању постали су предмет имитација и пародија.
Талула је рођена у породици Брокман Банкхед, угледној породици из Алабаме, из које је потекло неколико политичара Демократске странке - деда и стриц су јој били амерички сенатори, а отац јој је био представник у Представничком дому Сједињених Америчких Држава. Каријеру глумице започела је у Лондону, да би је потом успешно наставила у Њујорку. Поред позоришта, гумила је и у десетак филмова, који су махом били промашаји. Изузетак је био филм Чамац за спасавање из 1944. у режији Алфреда Хичкока. За улогу у овом филму награђена је Наградом удружења њујоршких филмских критичара. Педесетих је имала краткотрајну, али веома успешну, каријеру на радију, где је имала сопствену емисију. Након Другог светског рата гостовала је у неколико телевизијских серија и филмова.
Њен приватни живот био је турбулентан. Већи део живота борила се са алкохолизмом и зависношћу од дрога. Њене многобројне љубавне афере са оба пола и даље привлаче пажњу јавности и биографа. Банкхед је била позната и по својој несебичној љубазности и дарежљивости сиротилиштима и избеглицама из Шпанског грађанског рата и Другог светског рата. Банкхед је примљена у Дворану славних позоришта 1972. Процењује се да је у педесетогодишњој каријери глумила у укупно триста позоришних представа, филмова, телевизијских емисија и радио драма. Талула Банкхед се данас сматра једном од водећих глумица америчког позоришта у двадесетом веку.

## Биографија

### Детињство
Талула Брокмен Банкхед је рођена 31. јануар 1902. у Хантсвилу, држава Алабама, као друго дете Вилијама и Аделаиде Евгеније Банкхед. Мајка јој је умрла од тровања крви 23 дана након порођаја. Своје необично име је добила по својој баби. Талула је касније тврдила да је у детињству много патила због свог неубичајног имена, јер док су се друга деца уобичајно звала Мери, Вирџинија, Елизабет, она је носила име које је на дијалекту индијанаца у Алабами значило ужасно. Одрасла је заједно са старијом сестром, Евелин Евгенијом, код очеве сестре и код бабе и деде. 
Породица Банкхед је била угледна и утицајна породица политичара Америчке демократсе странке што је омогућило Талули да има сигурно детињство. Била је несташно, живахно и бунтовно дете. Рано је показала интересовање према сценком наступу: облачила је стару одећу, певала популарне песме, глумила у школским представама и рецитовала напамет Шекспирове монологе. Иако је њена породица била припадница протестанске цркве, отац је Талулу и њену сестру послао у женску школу у оквиру католичког манастира Свето срце у Менхетнвилу (савезна држава Њујорк). То је била прва од пет школа које ће Талула променити у наредних пет година.
У јуну 1917. часопис Picture play покренуо је избор за најлепшу девојку. Награда је била појављивање у филму који ће продуцирати познати холивудски продуцент Френк Павел. У септембарском издању Талулина слика се нашла као победничка. Ово је Талулу охрабрило да убеди своју породицу да је пусти у Њујорк. Талула се касније присећала да јој је баба била конзервативна и да, иако није имала ништа против позоришта, ипак није разумела зашто би жена радила и зарађивала ако то не мора. Са друге стране отац је стао на њену страну и дао јој дозволу. Талула објашњава у интервјуу из 1921: Породица је мислила да ако немам талента да је најбоље отрежњеље да се појавим на сцени, а ако стварно имам талента да је моје место опет на сцени. У својој петнаестој години сама је отпутовала за Њујорк са намером да започне каријеру. 